# Carlos Rodríguez Cano

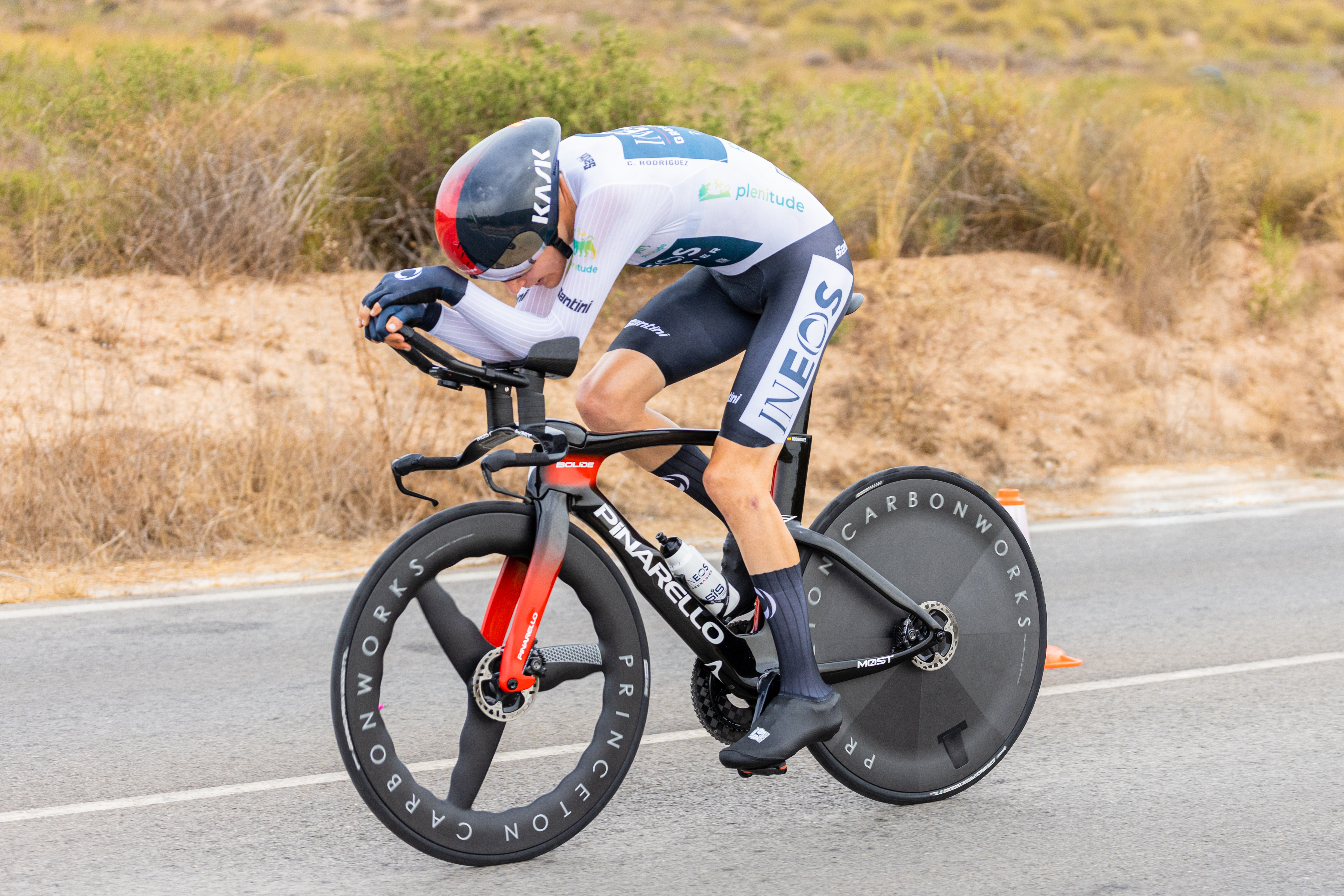
Carlos Rodriguez impegnato durante una prova a cronometro, alla Vuelta a España 2022.

Carlos Rodríguez Cano (Almuñécar, 2 febbraio 2001) è un ciclista su strada spagnolo, che corre per il team Ineos Grenadiers. Professionista dal 2020, è soprannominato La muñequita e ha caratteristiche di passista-scalatore. Nel 2021 si è classificato secondo al Tour de l'Avenir. Nel 2023, ha vinto una tappa del Tour de France. Nel 2024, ha conquistato la classifica generale del Giro di Romandia.

## Palmarès
- 2018 (Kometa U19 Juniores)

Circuito del Guadiana Junior
1ª tappa Tour de Gironde (Frontenac > Frontenac, cronometro)
2ª tappa, 1ª semitappa Trophée Centre Morbihan (Bignan > Locminé)
2ª tappa Vuelta al Besaya Juniors (Villacarriedo > Bostronizo)
3ª tappa Bizkaiko Itzulia
4ª tappa Bizkaiko Itzulia
Classifica generale Bizkaiko Itzulia
Campionati spagnoli, Prova a cronometro Juniores
- 2019 (Kometa U19 Juniores)

VII Trofeo Victor Cabedo
Memorial Joan Baptista Llorens
Gipuzkoa Klasika
1ª tappa, 1ª semitappa Tour de Gironde (Périssac > Périssac, cronometro)
Classifica generale Tour de Gironde
3ª tappa Vuelta al Besaya Juniors
Classifica generale Vuelta al Besaya Juniors
4ª tappa Bizkaiko Itzulia (Trapagaran > La Arboleda)
Classifica generale Bizkaiko Itzulia
Campionati spagnoli, Prova a cronometro Juniores
2ª tappa Vuelta Ribera del Duero (Langa De Duero > San Esteban De Gormaz)
3ª tappa Vuelta Ribera del Duero (Hontoria De Valdearados > Castillo De Penaranda)
Classifica generale Vuelta Ribera del Duero
3ª tappa Volta a Valencia (Aras de los Olmos > Benageber)
- 2021 (Ineos Grenadiers, una vittoria)

9ª tappa Tour de l'Avenir (La Toussuire > Colle del Piccolo San Bernardo)
- 2022 (Ineos Grenadiers, due vittorie)

5ª tappa Giro dei Paesi Baschi (Zamudio > Mallabia)
Campionati spagnoli, prova in linea
- 2023 (Ineos Grenadiers, due vittorie)

14ª tappa Tour de France (Annemasse > Morzine)
8ª tappa Tour of Britain (Margam Country Park > Caerphilly)
- 2024 (Ineos Grenadiers, tre vittorie)

6ª tappa Giro dei Paesi Baschi (Eibar > Eibar)
Classifica generale Giro di Romandia
8ª tappa Giro del Delfinato (Thônes > Plateau des Glières)

### Altri successi
- 2018 (Kometa U19)

Classifica punti Tour de Gironde
Classifica giovani Tour de Gironde
- 2019 (Kometa U19)

Classifica punti Tour de Gironde
- 2021 (Ineos Grenadiers)

Classifica scalatori Tour de l'Avenir
Classifica giovani Tour de l'Avenir
3ª tappa Tour of Britain (Llandeio > National Botanic Garden of Wales, cronosquadre)
- 2022 (Ineos Grenadiers)

Classifica giovani Route d'Occitanie
Classifica giovani Vuelta a Burgos
- 2023 (Ineos Grenadiers)

Classifica giovani Giro del Delfinato
- 2024 (Ineos Grenadiers)

Classifica giovani Giro di Romandia
- 2025 (Ineos Grenadiers)

Classifica giovani Volta a la Comunitat Valenciana

## Piazzamenti

### Grandi Giri
- Tour de France

2023: 5º
2024: 7º
2025: non partito (18ª tappa)
- Vuelta a España

2022: 6º
2024: 10º

### Classiche monumento
- Liegi-Bastogne-Liegi

2022: ritirato
2025: 33º
- Giro di Lombardia

2022: 5º
2023: 7º

### Competizioni mondiali
- Campionati del mondo

Innsbruck 2018 - Cronometro Junior: 22º
Innsbruck 2018 - In linea Junior: 74º
Yorkshire 2019 - Cronometro Junior: 34º
Yorkshire 2019 - In linea Junior: 24º
Fiandre 2021 - Cronometro Elite: 25º
Fiandre 2021 - In linea Elite: 53º
Zurigo 2024 - In linea Elite: 59º

### Competizioni continentali
- Campionati europei

Brno 2018 - Cronometro Junior: 7º
Brno 2018 - In linea Junior: 3º
Alkmaar 2019 - Cronometro Junior: 18º
Alkmaar 2019 - In linea Junior: ritirato
Plouay 2020 - In linea Under-23: 14º